# Mosonszolnoki szélerőmű

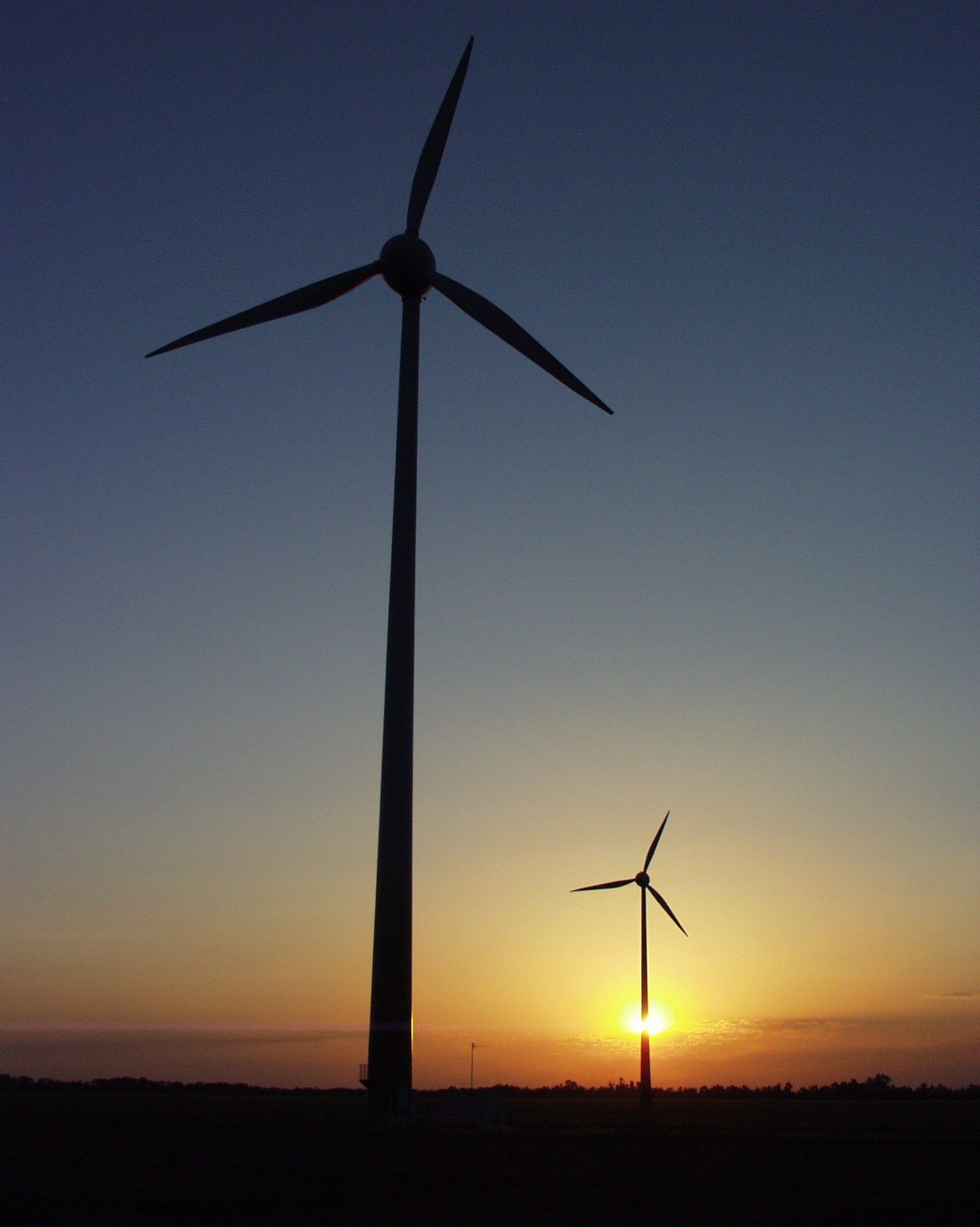
Szélerőművek Mosonszolnok mellett

A mosonszolnoki szélerőmű 36 millió eurós beruházás (9 milliárd forint). 2007 januárjában indult el próbaüzemben az első gép, további 11-et folyamatosan állítanak munkába. 
Mosonszolnokon 48 megawatt teljesítményű parknak indult a projekt, de csupán 24 megawattra kaptak engedélyt a beruházók a Magyar Energiahivataltól. A széltornyok 78 méter magasak, rotorjuk 90 méter átmérőjű. A 12 géptől évente 52 ezer megawattóra termelést várnak. A beruházás megtérülési ideje 10-13 év. A parktól legalább három évtizedes üzemanyagköltség nélküli működést várnak. 
Egyes források azt állítják, hogy teljes mértékben magánberuházásból valósult meg a mosonszolnoki szélerőmű, más források szerint pedig a Széchenyi Terv támogatásával jött létre.
Az erőmű létesítményei a 8505-ös út felől közelíthetők meg.

## Külső hivatkozások
- Próbaüzem a mosonszolnoki szélerőmű-parkban, 2007. január 25.
- Ausztriában, Zurndorf és Gols környékén egyre szaporodnak a szélerőművek, hazánkban csak elvétve találunk példát Archiválva 2008. augusztus 2-i dátummal a Wayback Machine-ben